# گارنیک یادگاریان
گارنیک یادگاریان (ارمنی: Գարնիկ Եադեգարեան زاده ۱۲ مهر ۱۳۳۹ – درگذشته ۲۸ خرداد ۱۳۹۴) صداگذار و متخصص امور فنی سینما ایرانی ارمنی‌تبار بود. وی علاوه بر صداگذاری فیلم‌های سینمایی، صداگذاری چند انیمیشن را نیز برعهده داشته‌است.

## زندگی‌نامه
وی ۱۲ مهر ۱۳۳۹ در تهران به دنیا آمد و در روز پنجشنبه ۲۸ خرداد ۱۳۹۴ در سن ۵۴ سالگی در منزل در خیابان بهار شمالی، تهران درگذشت و در روز جمعه در آرامستان بوراستان، تهران به خاک سپرده شد

## فعالیت هنری
یادگاریان به دلیل علاقه‌اش به سینما، از ۱۳ سالگی به استودیو شهاب رفت و بعدها کارش را در استودیوهای کنکاش (با رضا اردلان)، ایران‌فیلم، مرکزی و توکافیلم ادامه داد و با روبیک منصوری، احمد احمدپور و حمید قدکچیان همکاری کرد. او که از بهترین صدابرداران دوبله در ایران بود، بیشتر سال‌های پس از انقلاب ۱۳۵۷ در استودیو ساندفیلم متعلق مصطفی مصطفی‌زاده کار کرد. تخصص وی صدابرداری دوبله آثار ایرانی و خارجی بود اما در چند فیلم از جمله «جدال بزرگ»، «گرگ‌های گرسنه» و «سرحد» کار صداگذاری و میکس را نیز انجام داد. به گفته مازیار شیخ محبوبی، یادگاریان کارش را با سیستم آنالوگ یادگرفته بود و به دلیل گران بودن مواد مربوط به صدا مجبور بود دقیق باشد. یادگاریان یکی از صدابرداران دوبله فیلم‌های «بانوی زیبای من»، «روز شغال» و «محمد رسول‌الله» بود. او همراه با ژرژ پتروسی و غلامعلی افشاریه در سال ۱۳۸۹ داور دومین جشن سالانه تقدیر از برگزیدگان دوبله در عرصه نمایش خانگی نیز بوده‌است.

## فیلم‌شناسی

### سینمایی
| عنوان فیلم                 | سال  | صدابرداری | صداگذاری | میکس | افکت |
| -------------------------- | ---- | --------- | -------- | ---- | ---- |
| پیدایش سینمای جهان (مستند) | ۱۳۹۲ | آری       | -        | -    | -    |
| آخرین گزارش                | ۱۳۸۲ | -         | آری      | -    | -    |
| شب بی‌پایان                 | ۱۳۷۸ | -         | آری      | آری  | -    |
| تهاجم                      | ۱۳۷۵ | -         | -        | آری  | آری  |
| سرحد                       | ۱۳۷۵ | آری       | -        | آری  | -    |
| از بلور خون                | ۱۳۷۱ | آری       | -        | -    | -    |
| گرگ‌های گرسنه               | ۱۳۷۰ | -         | -        | -    | آری  |
| جدال بزرگ                  | ۱۳۶۹ | آری       | -        | -    | آری  |

### مجموعه تلویزیونی
- بازی با مرگ
- به او بگوئید دوستش دارم (۱۳۷۹)
- التهاب

## دوبلور
یادگاریان در استودیو ساند فیلم صدابردار دوبله تعداد زیادی فیلم و سریال بوده
از جمله: سریال‌های «مزد ترس» و «به او بگویید دوستش دارم» ساخته حمید تمجیدی با مدیریت خسرو خسروشاهی، «مهر خوبان» و «شن‌های کف رودخانه» ساخته یوسف سید مهدوی،
فیلم‌های «با گرگ‌ها می‌رقصد» (مدیر دوبلاژ: محمود قنبری)، «راسپوتین»، «باغبان»، «خراج»، «چشم‌ها»، «گرگ»، «سرقت در ۶۰ ثانیه»، «هفت سال در تبت»،
«مرد سیندرلایی»، «گنجینه ملی»، «پدر من گاندی»، «گوست داگ: مرام سامورایی»، «ک ۱۹»، «نگاهی به ریچارد سوم»، «کریمر علیه کریمر»، «استرادیواری» (بازیگر : آنتونی کویین) (مدیر دوبلاژ همگی خسرو خسروشاهی)، «افسانه‌های خزان»، «مردان سیاه پوش»(۱) و (۲)، «خط آتش» (بازیگر: کلینت ایستوود)،
«دار و دسته نیویورکی‌ها»، «مکزیکی»، «سقوط شاهین سیاه»، «گران تورینو»، «دسپرادو»، «افسانه زورو» / «نقاب زورو»، «بین‌الملل» (مدیر دوبلاژ همگی سعید مظفری)، «مرد گرگ نما»، «کارتر را بکشید» (بازیگر: سیلوستر استالونه)، «تأثیر پروانه‌ای»، «گمشده» (بازیگر: تامی لی جونز)، «چشمان فرشته» (بازیگر: جنیفر لوپز)، «نایاک» (مدیر دوبلاژ همگی فریبا شاهین مقدم)، «میهن‌پرست»، «اشک‌های خورشید» (بازیگر: بروس ویلیس)، «ربوده شده» (بازیگر: لیام نیسن)، «گلادیاتور» (پخش شده از شبکه ۳ سیما - مدیر دوبلاژ همگی بهرام زند)، «گمشده در نیویورک» (بازیگر: جک لمون)، «نهمین کمپانی»، «سیزدهمین سلحشور» (مدیر دوبلاژ همگی جلال مقامی)، «پسران بد»(۱) و (۲)، «اس. دبلیو. ای.تی.» / «گروه ویژه» (مدیر دوبلاژ همگی امیر قطعه‌ای)، «چشم» (بازیگر: جسیکا آلبا)، «لبخند مونالیزا» (مدیر دوبلاژ هر ۲ فیلم: زهره شکوفنده)، «شارلوت گری» (مدیر دوبلاژ: نگین کیان‌فر)، «پسر جهنمی»(۱) (مدیر دوبلاژ: ناصر ممدوح)، کارتون «بولت» (مدیر دوبلاژ: شهلا ناظریان)، سری کامل فیلم‌های هرولد لوید، سری فیلم‌های ارنست (مدیر دوبلاژ همگی اکبر منانی)،
فیلم‌های لورل و هاردی (دوبله مجدد) (مدیر دوبلاژ: ناصر تهماسب)، «گلادیاتور» (برای شبکه نمایش خانگی)، «رابین هود: شاهزاده دزدان» (مدیر دوبلاژ هر ۲ فیلم: چنگیز جلیلوند) و فیلم‌های «۴۴ دقیقه»، «کابوهای فضایی»، «ژاندارک»، «هیدالگو»، «اینک آخرالزمان»، «گوژپشت نتردام»، «بعد از خواندن بسوزانید»، «آبی بزرگ»، «زیر دریایی یو ۵۷۱»، «شعبده باز»، «داستان اسباب بازی»(۱) و (۲)، «سریع و خشن»، «ماهی بزرگ».